# 宮滝遺跡
宮滝遺跡（みやたきいせき）は、奈良県吉野郡吉野町宮滝にある複合遺跡。国の史跡に指定されている。いくつかの異なった年代の遺構が存在し、吉野宮・吉野離宮の存在も推定される。

## 概要
1930年（昭和5年）から断続的に発掘調査が行われた。
縄文時代の後期〜晩期と、弥生時代の中期に、吉野地方きっての大遺跡として注目に値する遺跡である。多くの掘立柱建物の遺構と礎石を持つ建物遺構（9世紀のものも含む）、さらに敷石や溝の遺構、土坑から多数の土器が出土している。
この遺跡は紀伊半島のほぼ中心点にある。東への国道を行くと伊勢湾へ、西への国道を行くと紀伊水道に達する。南への国道を下ると紀伊山地を越して熊野灘に達する。宮滝から道を北方向にとると飛鳥や奈良にいたる。
1957年（昭和32年）7月1日に、遺跡の中心部が国の史跡に指定されている。

### 縄文時代

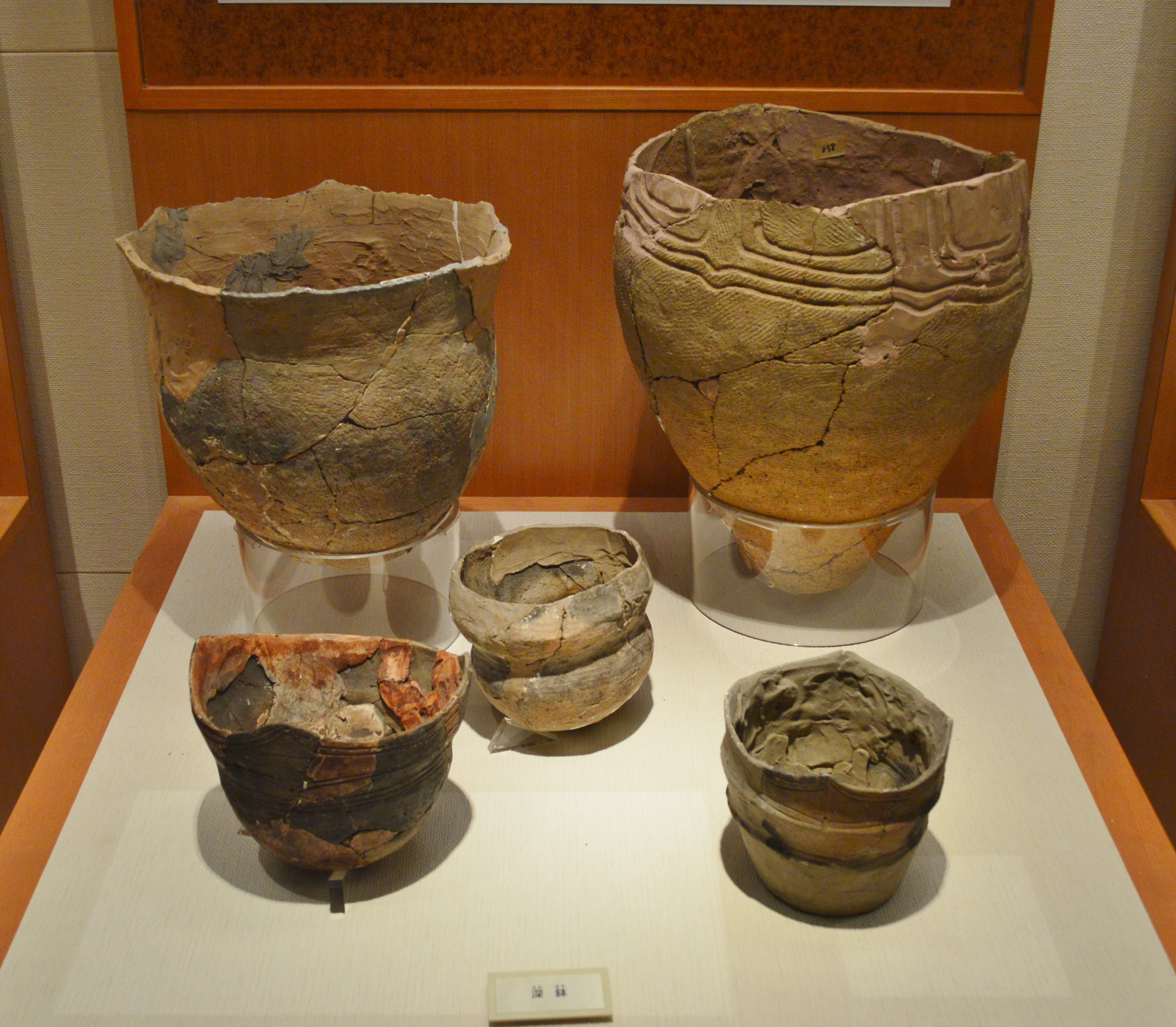
宮滝遺跡出土
縄文土器 深鉢吉野歴史資料館展示。

縄文時代の遺構は中位段丘上にあり、早期の土器がわずかながら見つかっており、また、後期の土器で宮滝式土器と呼ばれる土器群も出土している。その呼称は、戦前の発掘成果によって末永雅雄が提唱したものである。この土器の分布の要になっているのが宮滝遺跡である。
この土器の特色は、文様をつけるのに巻貝を多用していることである。巻貝の腹部を押しつけただけのものや押しつけたまま少し回転させて文様を付ける「扇状圧痕文」などがある。土器の表面につけた凹線も棒状、ヘラ状の道具を使用しているのではなく、やはり巻貝が使われている。
この巻貝は海産のヘナタリで、それが宮滝系の土器に文様をつける道具として使われているということは、山地と海との関係をたどる上で重要な資料である。宮滝系土器のように貝殻で文様をつけた土器は、貝は二枚貝であるが、他にも縄文時代後期の土器で南九州の市来（いちき）式土器がある。この土器は薩南諸島にも点々と及んでいる。

### 弥生時代
弥生時代の遺構は、段丘上に広範囲に広がっており、確認されている遺構は10棟の竪穴建物と1棟の長方形の掘立柱建物、7基の方形周溝墓、土坑墓、壺棺墓などの遺構が検出されている。この遺構から、弥生前期の土器が少数と弥生中期の土器が多数が出土している。
弥生時代の磨製石包丁（稲の収穫具）は見つかっていない。また縄文時代以来使われてきた打製石斧が弥生時中期にも多数出土している。

### 飛鳥・奈良時代

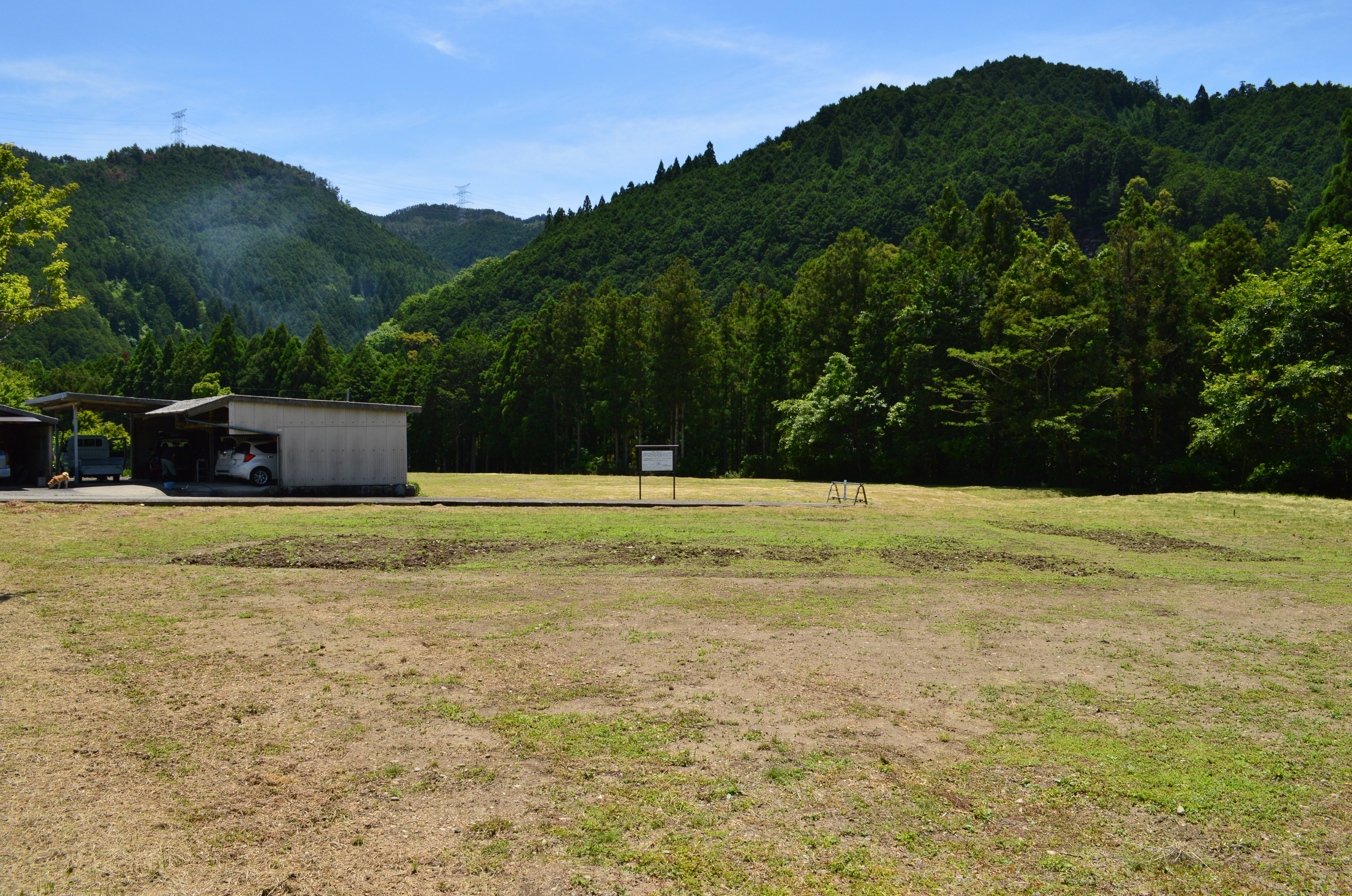
吉野宮正殿推定地

吉野宮の所在については、吉野郡吉野町宮滝の宮滝遺跡であることはほぼ確定している。飛鳥・奈良時代の遺構は3期に分かれる。Ⅰ期は、掘立柱建物が東西2棟建ち、1棟は2間×6間以上で北側に廂（ひさし）がついている。他の1棟は北建物の南東60メートルにあり、2間×4間の規模。Ⅱ期の遺構が最も多く、Ⅰ期より少し西寄りに集中している。掘立柱建物が南北棟が3棟、東西棟1棟、柵列3条、石溝などがある。掘立穴から奈良時代前半の須恵器・土師器の坏類、石敷溝内から奈良時代の軒丸瓦が出土している。Ⅲ期はⅡ期の建物と重複している。礎石建物が1棟分確認されている。吉野宮との関係では、Ⅰ期が天武・持統朝のもの、Ⅱ期は聖武朝前後のもの、Ⅲ期は昌泰元年（898年）の宇多上皇の行幸に関連するという。